# František Čermák (malíř)
František Čermák (5. září 1822 Praha – 4. května 1884 Praha) byl český malíř, profesor a rektor pražské Akademie.

## Život
Narodil se v rodině obuvnického místra Františka Čermáka (Czermaka) a jeho manželky Marie, rozené Praská.
V letech 1837–1842 studoval historickou malbu na Akademii výtvarných umění v Praze u prof. Christiana Rubena a Františka Tkadlíka. Podnikl studijní cesty do Německa, Itálie, Dalmácie, Belgie a Francie. Poté strávil rok studiem figurální malby u Gustava Wapperse v Antverpách a pokračoval v ateliéru Thomase Coutura v Paříži. Po návratu do Prahy působil jako profesor na Akademii (1878–1884), v období 1881–1882 byl rektorem. Patřil k zakladatelům Umělecké besedy.
K jeho žákům patřili mj. Soběslav Hippolyt Pinkas (soukromá studia), Augustin Vlček, Karel Vítězslav Mašek, František Dvořák, Luděk Marold, Vojtěch Bartoněk.

## Dílo
Zásluhou Rubenových žáků se v 19. století oživil zájem o dějiny českého národa a prohloubily se znalosti historie. Byl ovlivněn výpravnou francouzsko-belgickou historickou malbou a komponoval historické výjevy, které měly zpřítomnit slavné postavy dějin (Karel IV. se svými rádci, 1874, Dalibor v žaláři, 1875). Maloval také oltářní obrazy a žánrové scény ze svých cest do Dalmácie.

## Galerie

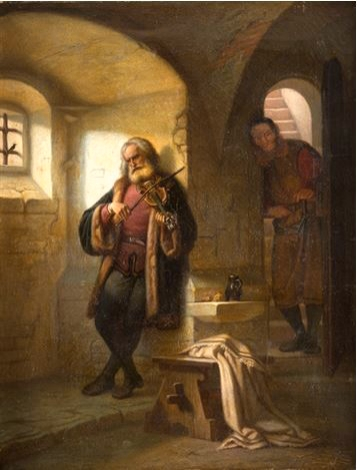
František Čermák: Dalibor
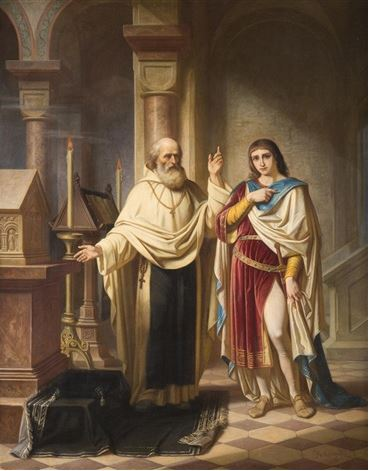
František Čermák: Václav III. u hrobu svého otce
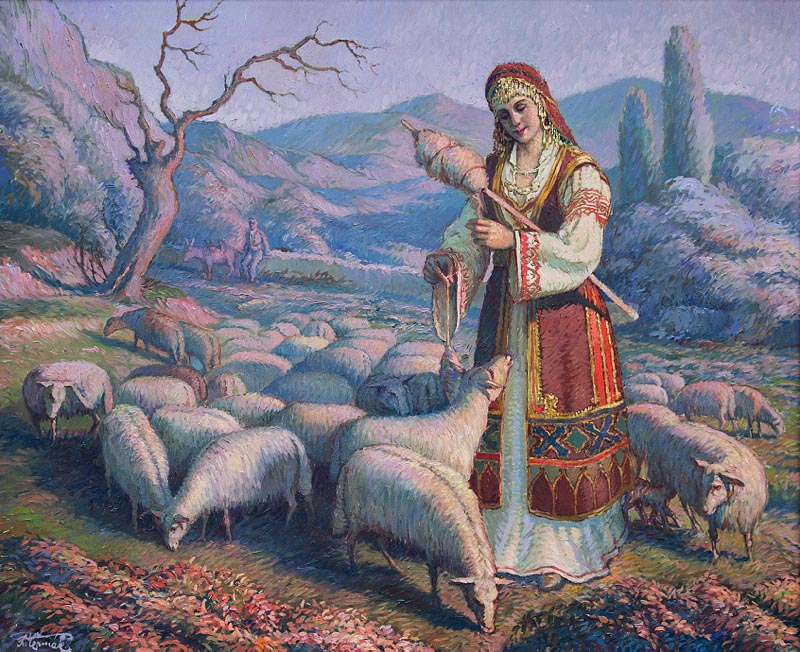
František Čermák: Přadlena s ovcemi na pastvě
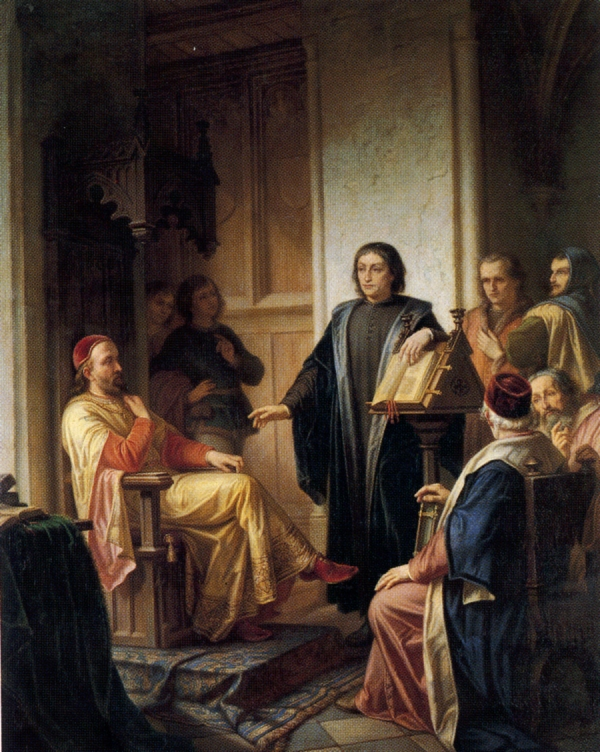
František Čermák: Karel IV. se svými rádci (1874)
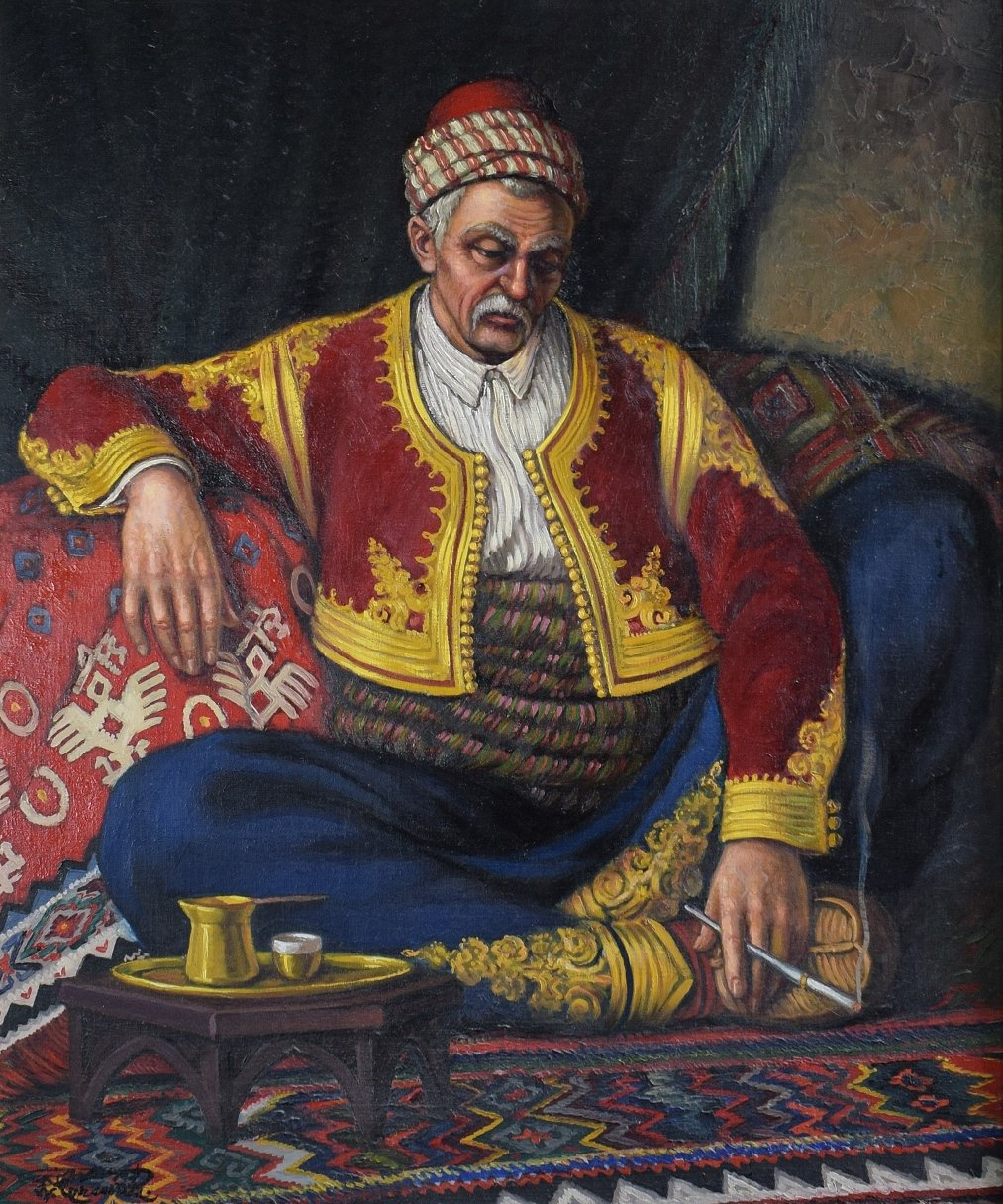
František Čermák: Turek